# Morro da Garça
Morro da Garça è un comune del Brasile nello Stato del Minas Gerais, parte della mesoregione Central Mineira e della microregione di Curvelo.